# Plac Pokoju w Pradze
Plac Pokoju (czeski: Náměstí Míru) – plac w Pradze, w dzielnicy Praga 2 i części miasta Vinohrady.
Plac jest położony w zachodniej części Vinohradów. Jego wewnętrzna część jest zamknięta dla ruchu i przekształcona w park. W środku znajduje się kościół św. Ludmiły, a w pobliżu wielu ważnych budynków, takich jak Teatr na Vinohradach, Narodowy Dom na Vinohradach oraz urząd (w szczególności dzielnicy Praga 2).
Pod placem znajduje się stacja metra.

## Nazwy historiczne
- 1884–1926 Purkyňovo náměstí
- 1926–1933 Mírové náměstí
- 1933–1940 Vinohradské náměstí
- 1940–1945 Reichsplatz/Říšské náměstí (plac Rzeszy)
- 1945–1948 Vinohradské náměstí
- od 1948 náměstí Míru